# Noerrevangia fragilis
Noerrevangia fragilis is een slakkensoort uit de familie van de Cornirostridae. De wetenschappelijke naam van de soort is voor het eerst geldig gepubliceerd in 1993 door Warén & Schander in Warén, Gofas & Schander.